# Pope-Vannoy Landing
Pope-Vannoy Landing ist ein census-designated place (CDP) im Lake and Peninsula Borough in Alaska. Das U.S. Census Bureau hatte bei der Volkszählung 2020 eine Einwohnerzahl von 6 ermittelt.

## Geographie
Das CDP-Gebiet von Pope-Vannoy Landing erstreckt sich über eine 144,02 km² große Landfläche am Südufer des Iliamna Lake. Das Gebiet wird im Norden vom Tommy Creek sowie im Süden vom Copper River begrenzt. Das CDP-Gebiet reicht im Osten bis ungefähr Längengrad 154°17′37″W. Weiterhin gehören die Wasserflächen und Inseln von Copper River Bay und Intricate Bay zum CDP-Gebiet.
20 km westsüdwestlich von Pope-Vannoy Landing CDP am Südufer des Iliamna Lake befindet sich der Ort Kokhanok. Am gegenüberliegenden Seeufer, etwa 25 km nordwestlich, befinden sich die Orte Newhalen und Iliamna. 35 km nordöstlich am östlichen Nordufer des Lake Iliamna befindet sich der Ort Pedro Bay.

## Geschichte
Im Jahr 2000 wurde Pope-Vannoy Landing ein census-designated place. Es gibt kein Dorf. Die meisten Häuser im CDP-Gebiet werden nur saisonal genutzt. 

## Demografie
Zum Zeitpunkt der Volkszählung im Jahre 2020 (U.S. Census 2020) hatte Pope-Vannoy Landing 6 Einwohner auf einer Landfläche von 144,02 km². Von den Einwohnern waren einer weiß sowie einer amerikanisch-indianischer Abstammung. Beim Zensus 2000 lebten 8 Einwohner in Pope-Vannoy Landing, 2010 waren es 6.